# Sotolon
Sotolon är en lakton och ett extremt kraftfullt aromämne, vars typiska doft i höga koncentrationer påminner om bockhornsklöver eller curry, och i låga koncentrationer påminner om lönnsirap, karamell eller bränt socker. Sotolon är den huvudsakliga arom- och smakkomponenten i bockhornsklöverfrö och libbsticka, och är en av flera aromatiska och smakkomponenter i konstgjord lönnsirap. Det finns också i melass, lagrad rom, lagrad sake och vitt vin, florsherry, rostad tobak, och torkade fruktkroppar av svampen Lactarius helvus. Sotolon kan passera genom kroppen relativt oförändrat, och konsumtion av mat som innehåller mycket sotolon, såsom bockhornsklöver, kan ge en lönnsirapsarom till ens svett och urin. Hos vissa individer med den genetiska sjukdomen lönnsirapsurinsjukdom produceras den spontant i deras kropp och utsöndras i urinen, vilket leder till sjukdomens karakteristiska lukt.
Denna molekyl tros vara orsaken till den mystiska lönnsirapslukten som då och då har florerat över Manhattan, New York, sedan 2005. Sotolon isolerades första gången 1975 från örten Bockhornsklöver. Föreningen namngavs 1980 när den visade sig vara orsaken till smaken av rårörsocker: Soto- betyder "råsocker" på japanska och -olon betyder att molekylen är enollakton.
Flera lagringshärledda föreningar har pekats ut som betydelsefulla för aromen av starkviner. Sotolon (3-hydroxi-4,5-dimetyl-2(5H)-furanon) anses dock vara det viktigaste luktämnet och har även klassificerats som en potentiell åldringsmarkör för denna typ av viner. Denna kirallakton är ett kraftfullt luktämne som kan ge en nötaktig, karamell-, curry- eller härsken lukt, beroende på dess koncentration och enantiomerfördelning. Trots att det har pekats ut som ett nyckeldoftämne för andra förstärkta viner, har forskarnas uppmärksamhet också riktats mot dess bismakkaraktär, förknippad med det förtida oxidativa åldrandet av unga torra vita viner, vilket överlappar den förväntade fruktiga, blommiga och fräscha karaktären. Föreningen kan fastställas genom miniatyriserad emulgeringsextraktion följt av GC–MS/SIM eller enstegs miniatyriserad vätska-vätskeextraktion följt av LC-MS/MS-analys.

## Franskvin jaune
Vin jaune kännetecknas av bildandet av sotolon från α-ketosmörsyra.